# شاندون (اوهایو)
شاندون (به انگلیسی: Shandon) یک منطقهٔ مسکونی در ایالات متحده آمریکا است که در اوهایو واقع شده‌است.